# Supreme Snowboarding
Supreme Snowboarding (pubblicato anche con il nome di Boarder Zone) è un videogioco sportivo dedicato allo snowboard, sviluppato da Housemarque e pubblicato da Infogrames per Microsoft Windows il 9 marzo 2000.
Il gioco è stato in seguito ripubblicato in Italia il 5 novembre 2005 da FX Interactive, tradotto completamente in italiano.
Nel 2017 il Museo Finlandese dei Giochi (Suomen pelimuseo, dedicato anche a giochi non elettronici) lo annoverò tra i suoi primi 100 classici giochi finlandesi.

## Doppiaggio
La voce italiana di Karl è affidata a Claudio Moneta.

## Colonna sonora
La colonna sonora è originale ed è stata realizzata dalla casa francese KBP.
- Check This Shit Out
- Fast Song
- Grind
- I'm on TV
- Hell's Sinking
- Out of my Mynd
- Reality Bites
- Shred yo' Booty Baby
- Technik